# تاج‌گذاری چارلز سوم و کامیلا
تاج‌گذاری چارلز سوم و همسرش کامیلا به عنوان پادشاه و ملکه بریتانیا و سایر قلمروهای مشترک‌المنافع در ۶ مهٔ ۲۰۲۳ در کلیسای وست‌مینستر برگزار شد. این رخداد به معنای «نقطه اوج نمادین» جلوس اوست. چارلز سوم در ۸ سپتامبر ۲۰۲۲، پس از مرگ مادرش، الیزابت دوم به سلطنت رسید. تاج‌گذاری یک مناسبت دولتی است که توسط دولت بریتانیا تأمین مالی می‌شود که این بار کوتاه‌تر، نسبت به سایر ادیان و جوامع دربرگیرنده‌تر و نسبت به تاج‌گذاری‌های پیشین کم‌هزینه‌تر بود.

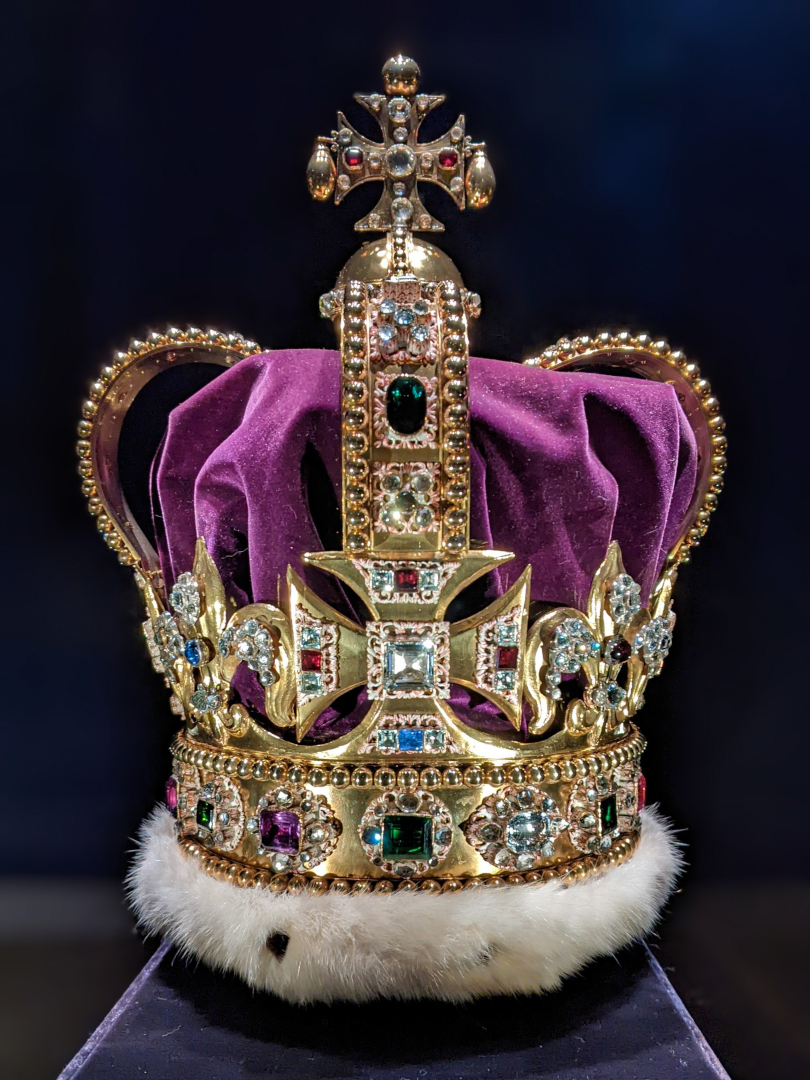
تاج سنت ادوارد

پس از مراسم، چارلز و کامیلا در بالکن کاخ باکینگهام با بخش اصلی خانواده سلطنتی، پسرشان ویلیام، شاهزاده ولز، عروسشان کاترین، شاهدخت ولز و فرزندان آن‌ها شاهزاده جرج، شاهدخت شارلوت و شاهزاده لویی ظاهر شدند.

## تاج‌گذاری

### مراسم تاج‌گذاری

#### به‌رسمیت‌شناسی

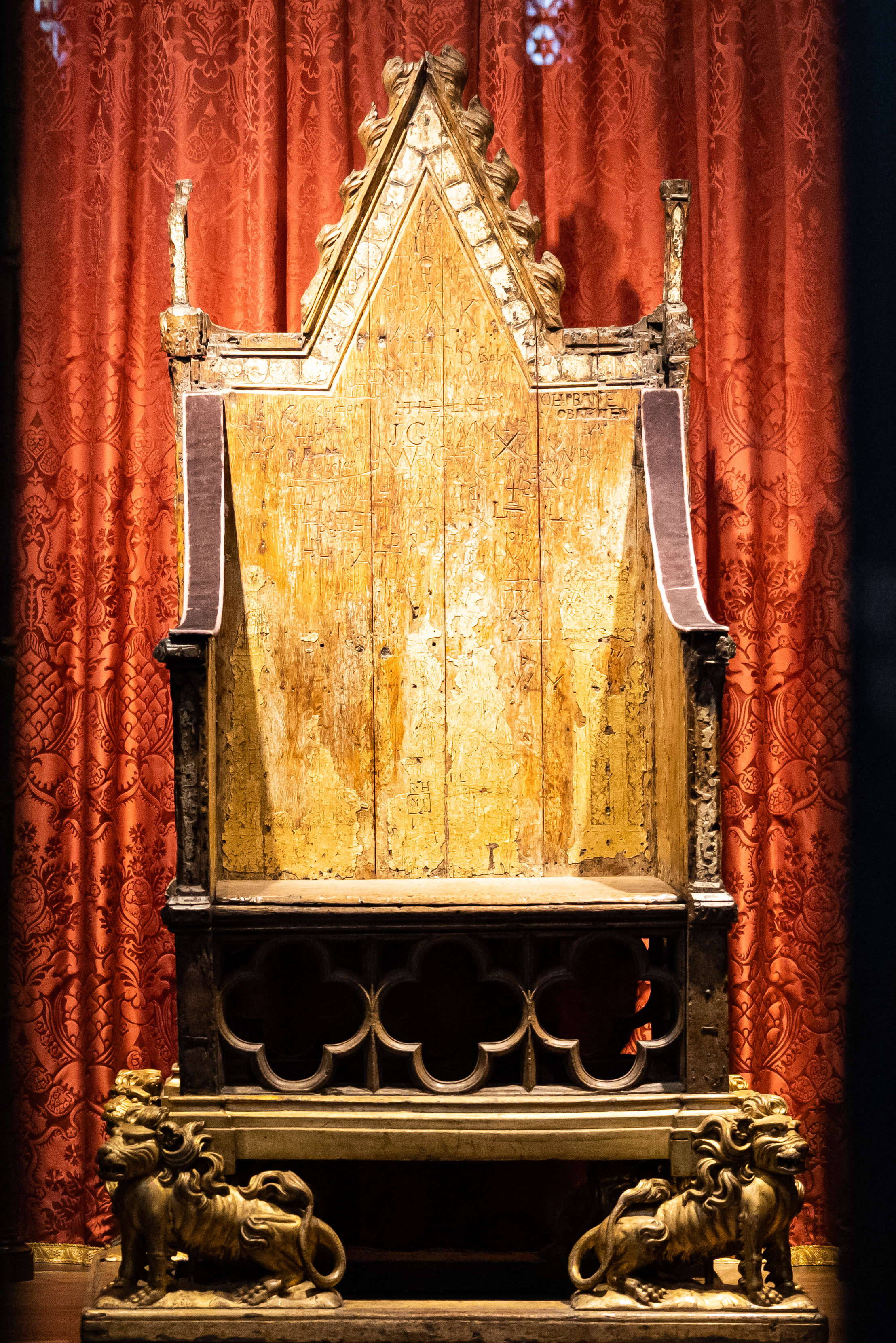
سریر پادشاهان که در مراسم تاج‌گذاری چارلز سوم و در کنار سنگ سرنوشت از آن استفاده می‌شود.

مراسم که توسط اسقف اعظم کانتربری هدایت می‌شود، با یک دقیقه نیایش پادشاه و ملکه در سکوت پیش از نشستن آنها بر سریر تاجگذاری آنها، که برای تاجگذاری سال ۱۹۵۳ ساخته شده، شروع می‌شود. کیِریِ تاجگذاری، ساخته پل میلر، توسط برین ترول خوانده می‌شود. پس از این اسقف اعظم کانتربری، لیدی الیش انگیولینی، کریستوفر فینی، و بارونس ایمس رو به شمال، جنوب، شرق و غرب می‌ایستند و از حضار کلیسا می‌خواهند تا با عبارت «من اینجا خود را در محضر تو قرار می‌دهم پادشاه چارلز، تو پادشاه مسلّم: بنابراین همه شما که امروز آمده‌اید تا بیعت کنید و وظیفه خود را به جای آورید، آیا مایلید که [شما هم] چنین کنید؟» به رسمیت بشناسند. جمعیت هر بار پاسخ خواهند داد «خدا نگاه دار پادشاه چارلز باشد!» آنگاه رئیس مجمع عمومی کلیسای اسکاتلند، انجیلی را به او خواهد داد.

#### سوگند
اسقف اعظم کانتربری، پیش از اجرای سوگند، وجود ادیان و باورهای متعدد در بریتانیا را به رسمیت خواهد شناخت. آنگاه چارلز سوگند تاجگذاری خواهد خورد، و در آن قسم یاد می‌کند که بر هر یک از کشورها بر اساس قوانین و رسوم آنها حکومت کند، و قانون و عدالت را با شفقت پیاده کند، و پروتستانتیسم را در بریتانیا به پا دارد و از کلیسای انگلستان حفاظت کند. او به محراب خواهد رفت و اظهار خواهد داشت «به چیزهایی که اینجا پیشتر وعده داده‌ام وفادار خواهم بود و اجرایشان خواهم کرد. پس خدا کمکم کند.»
مراسم عشای ربانی آنگاه ادامه خواهد یافت. اسقف اعظم کانتربری نیایش کلکت را ایراد خواهد کرد، و نخست‌وزیر و اسقف لندن به ترتیب رساله و انجیل خواهند خواند. این با موعظه ای از اسقف اعظم کانتربری پی گرفته خواهد شد.